# つなぐ
『つなぐ』は、日本の男性アイドルグループ・嵐の通算52枚目となるシングル。2017年6月28日にジェイ・ストームから発売された。

## 概要
嵐のシングル表題曲で、平仮名のみなのは、2003年に発売された「とまどいながら」以来、14年ぶり2作目である。
表題曲はメンバーの大野智が主演する時代劇映画『忍びの国』主題歌で、嵐が映画主題歌を担当するのは2013年公開の二宮が主演した映画『プラチナデータ』主題歌「Breathless」以来4年ぶりのことである。振り付けは大野が担当。
通常盤のみ収録のカップリング曲「Reach for the sky ～天までとどけ～」はメンバーが出演するJAL「先得キャンペーン 2017」のCMソング。J Storm公式ホームページによると「夏の空の下に飛び出したくなるような爽やかなエールソング」となっている。嵐がJALのCMソングを担当するのは2015年の「ユメニカケル」以来のことで、カップリング曲にタイアップが付くのも同じく2年ぶりのこととなっている。

## リリース
前作「I'll be there」から約2ヶ月振りのシングル。初回限定盤、通常盤の2種形態でのリリース。

## 批評
CDジャーナルは、万事遺漏のない出来映えであり、全体的に高度なハモり重視の曲が並ぶ。「Reach for the sky 〜天までとどけ〜」はメロウさを感じる。「Under the radar」はEDMな曲で、各メンバーをフィーチャーした見せ場があると評した。

## チャート成績
発売第1週で38.9万枚を売り上げ、2017年7月10日付オリコンウィークリーランキング1位を獲得した。シングル首位獲得は41作連続で通算48作目である。

## 収録曲

### CD

#### 通常盤
1. つなぐ
作詞：paddy、作曲：Peter Nord, Kevin Borg、編曲：Peter Nord, 佐々木博史
  - 大野智主演 映画『忍びの国』主題歌
2. Reach for the sky 〜天までとどけ〜
作詞：RUCCA、作曲：Simon Janlov, Funk Uchino、編曲：藤間仁
  - 嵐出演 JAL「先得キャンペーン 2017」CMソング
3. 抱きしめたい
作詞：IROCO-STAR、作曲：Simon Janlov, Mr.Mustard、編曲：前口渉
4. Under the radar
作詞：市川喜康、作曲：Kevin Charge, Erik Lidbom
編曲：Kevin Charge
5. つなぐ（オリジナル・カラオケ）
6. Reach for the sky 〜天までとどけ〜（オリジナル・カラオケ）
7. 抱きしめたい（オリジナル・カラオケ）
8. Under the radar（オリジナル・カラオケ）

#### 初回限定盤
1. つなぐ
2. お気に召すまま
作詞：WINESS、作曲：Justin Reinstein, Saw Arrow
編曲：Justin Reinstein
3. お気に召すまま（オリジナル・カラオケ）

### DVD
※初回限定盤のみ
1. 「つなぐ」ビデオ・クリップ+メイキング

## 収録アルバム
- 「untitled」（#1）
- 5×20 All the BEST!! 1999-2019（#1）
- ウラ嵐BEST 2016-2020（初回限定盤#2, 通常盤#2 - 4）

## 映像作品
つなぐ
- ARASHI LIVE TOUR 2017-2018 「untitled」
- ARASHI Anniversary Tour 5×20
- This is 嵐 LIVE 2020.12.31

お気に召すまま
- ARASHI LIVE TOUR 2017-2018 「untitled」